# UC San Diego Health System

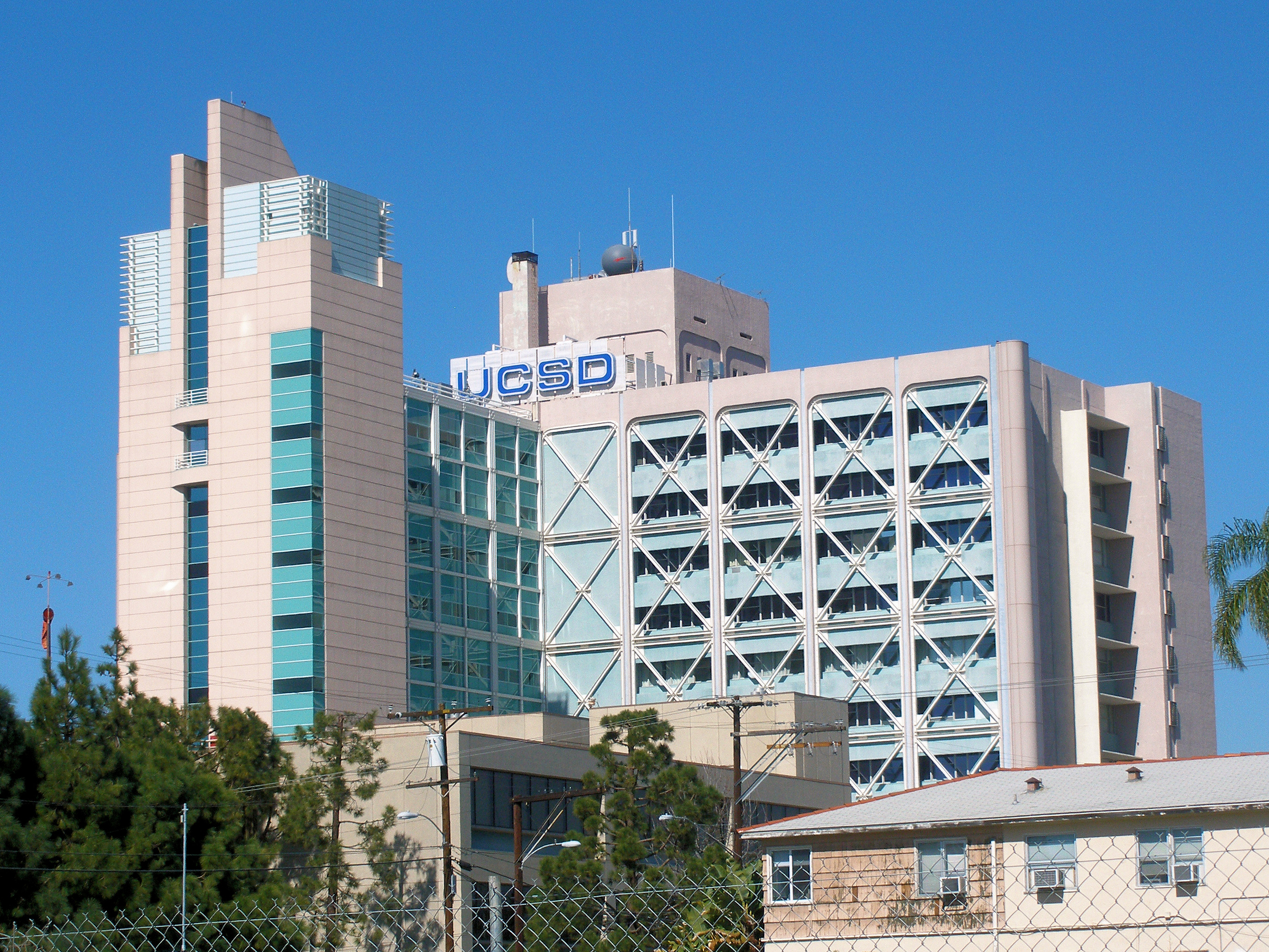
L'UC San Diego Medical Center à Hillcrest.

L’UC San Diego Health System est un ensemble de sites médicaux et universitaires lié à l'université de Californie à San Diego, à San Diego, Californie.
Il est essentiellement composé de l'UC San Diego Medical Center (centre médical situé à Hillcrest), du Thornton Hospital (hôpital situé à La Jolla), du Rebecca and John Moores Cancer Center (centre consacré à l'oncologie), du Shiley Eye Center (centre consacré à l'ophtalmologie), du Sulpizio Cardiovascular Center et de la North Coastal Cardiology Clinic (centres consacrés aux maladies cardio-vasculaires), ainsi que du Jacobs Medical Center (dont l'ouverture est prévu pour 2015).